# Гордон (Пенсільванія)
Гордон (англ. Gordon) — місто (англ. borough) в США, в окрузі Скайлкілл штату Пенсільванія. Населення — 761 особа (2020).

## Географія
Гордон розташований за координатами 40°45′0″ пн. ш. 76°20′24″ зх. д. / 40.75000° пн. ш. 76.34000° зх. д. (40.750116, -76.339930).  За даними Бюро перепису населення США в 2010 році місто мало площу 1,54 км², уся площа — суходіл.

## Демографія
Згідно з переписом 2010 року, у селищі мешкали 763 особи в 322 домогосподарствах у складі 213 родин. Густота населення становила 497 осіб/км².  Було 362 помешкання (236/км²).
Расовий склад населення:
| - 98,4 % — білих - 0,5 % — чорних або афроамериканців - 0,3 % — корінних американців |

До двох чи більше рас належало 0,0 %. Частка іспаномовних становила 2,5 % від усіх жителів.
За віковим діапазоном населення розподілялося таким чином: 21,5 % — особи молодші 18 років, 61,9 % — особи у віці 18—64 років, 16,6 % — особи у віці 65 років та старші. Медіана віку мешканця становила 40,7 року. На 100 осіб жіночої статі у селищі припадало 96,1 чоловіків;  на 100 жінок у віці від 18 років та старших — 90,2 чоловіків також старших 18 років.
Середній дохід на одне домашнє господарство  становив 66 074 долари США (медіана — 52 054), а середній дохід на одну сім'ю — 76 616 доларів (медіана — 67 768). За межею бідності перебувало 4,8 % осіб, у тому числі 3,2 % дітей у віці до 18 років та 3,3 % осіб у віці 65 років та старших.
Цивільне працевлаштоване населення становило 375 осіб. Основні галузі зайнятості: освіта, охорона здоров'я та соціальна допомога — 31,2 %, роздрібна торгівля — 20,0 %, виробництво — 15,2 %.